# Centeno (Santa Fé)
Centeno (Santa Fé) é uma comuna da província de Santa Fé, na Argentina.